# Antal Benda
Antal Benda [ˈɒntɒl ˈbɛndɒ] (* 14. April 1910 in Palánka; † 29. Januar 1997 in Budapest) war ein ungarischer Feldhandballspieler. Er belegte mit dem ungarischen Team den 4. Platz bei den Olympischen Sommerspielen 1936 und gewann Bronze bei der Feldhandball-Weltmeisterschaft 1938.
Ihr erstes Spiel bei den Olympischen Spielen 1936 in Berlin verloren die Ungarn 0:22 gegen die favorisierte deutsche Mannschaft, da sie ihr zweites Spiel gegen die Vereinigten Staaten aber 7:2 gewinnen konnten, qualifizierten sie sich für die Finalrunde. Dort blieb man chancenlos und alle drei Spiele gingen recht deutlich verloren. Am Ende blieb dem Team deshalb nur der undankbare vierte Platz hinter den Mannschaften aus Deutschland, Österreich und der Schweiz. Antal Benda bestritt während des Turniers vier Spiele, konnte dabei jedoch kein Tor erzielen.
Bei der Feldhandball-Weltmeisterschaft 1938 gewann die ungarische Mannschaft ihr Vorrundenspiel mit 10:6 gegen Dänemark. Im Halbfinale verlor man dann wieder deutlich mit 3:14 gegen Deutschland. Durch das 10:2 gegen Schweden im Spiel um Platz 3 konnte Antal Benda aber doch noch mit dem ungarischen Team die Bronzemedaille erringen.